# 朱慈炅
朱慈炅（1625年10月31日—1626年5月30日），明熹宗朱由校第三子、母容妃任氏。
天啟五年十月丙子（1625年10月31日）出生。天啟六年五月初六，朱慈炅因為王恭廠大爆炸，受驚而亡，尚不足一岁。追封為獻懷太子。